# Synagoga w Ząbkowicach Śląskich
Synagoga w Ząbkowicach Śląskich (niem. Synagoge in Frankenstein) – synagoga znajdująca się w Ząbkowicach Śląskich, przy obecnej ulicy Dolnośląskiej 18, dawniej Niederstraße 9.

## Historia
Synagoga została zbudowana w latach 1858–1860, przez cieślę Juliusa Glatzera, na działce kupionej od Isidora Fuchsa. Uroczyste otwarcie synagogi przez rabina wrocławskiego Abrahama Geigera nastąpiło 20 lipca 1860 roku. Budynek synagogi do 1873 roku był własnością Juliusa Glatzera i następnie jego potomków, którzy wydzierżawiali go gminie żydowskiej do 1880 roku. W 1880 roku gmina żydowska odkupiła synagogę za 3600 talarów.
Podczas nocy kryształowej z 9 na 10 listopada 1938 roku, bojówki hitlerowskie zdewastowały wnętrze synagogi. Jednak ze względu na bliskie sąsiedztwo innych budynków nie została podpalona, co uchroniło ją od całkowitego zniszczenia. Po tych wydarzeniach została przebudowana na mieszkania oraz sklep na parterze. Taką funkcję spełnia do dziś.

## Architektura
Murowany budynek synagogi wzniesiono na planie prostokąta, w stylu neogotyckim. Na fasadzie głównej znajdowały się trzy rzędy okien. Te z parteru oraz piętra były zakończone półokrągle, zaś te z drugiego piętra były okrągłe. Całość była zwieńczona gzymsem.
Obecnie po przebudowach znacznie zatracono oryginalną architekturę budynku. Okna z drugiego piętra przebudowano na półokrąłe, a parter przebudowano na pomieszczenia sklepowe z dużym prostokątnym oknem wystawowym.